# Palazzo Chigi-Odescalchi

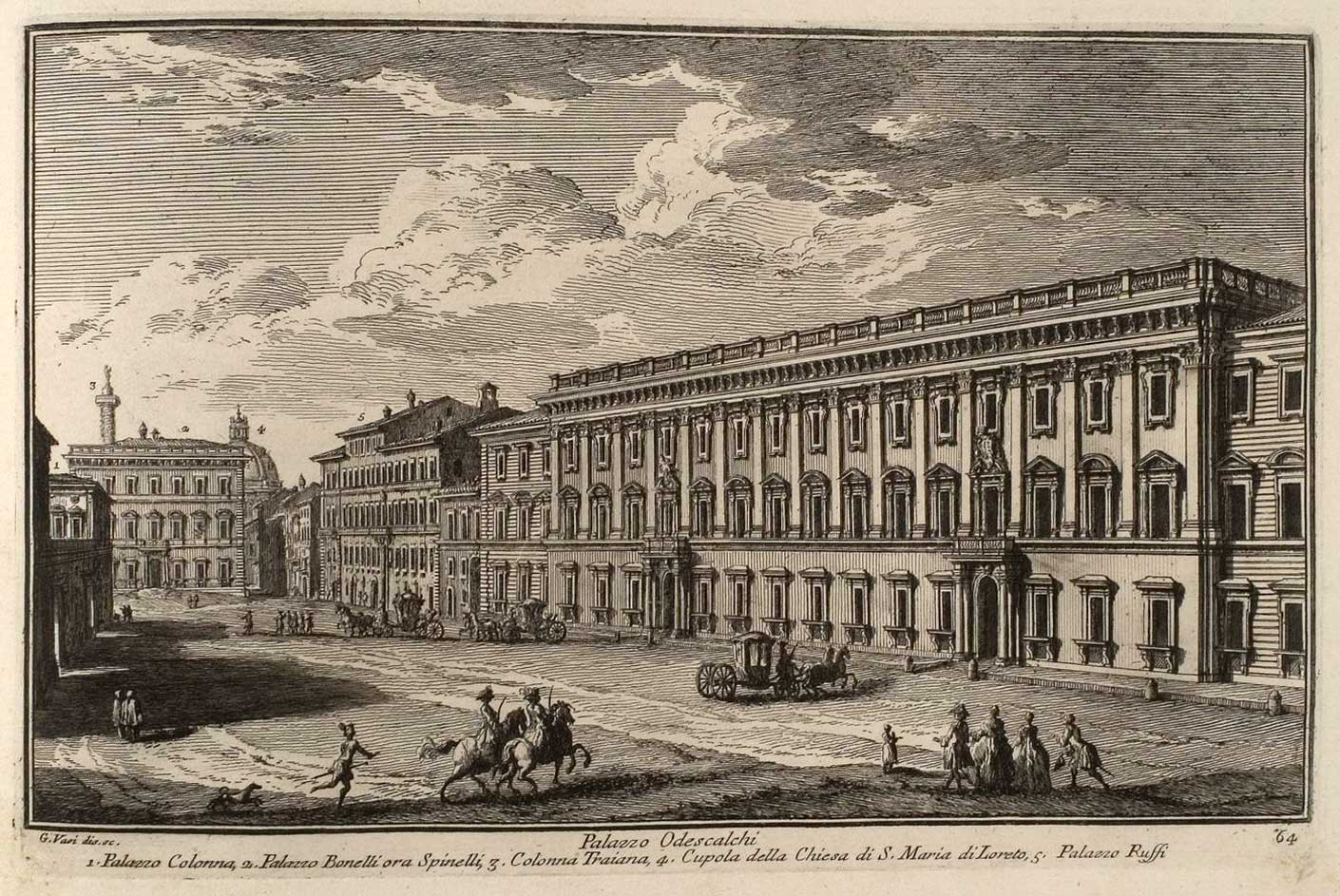
Palast im 18. Jahrhundert

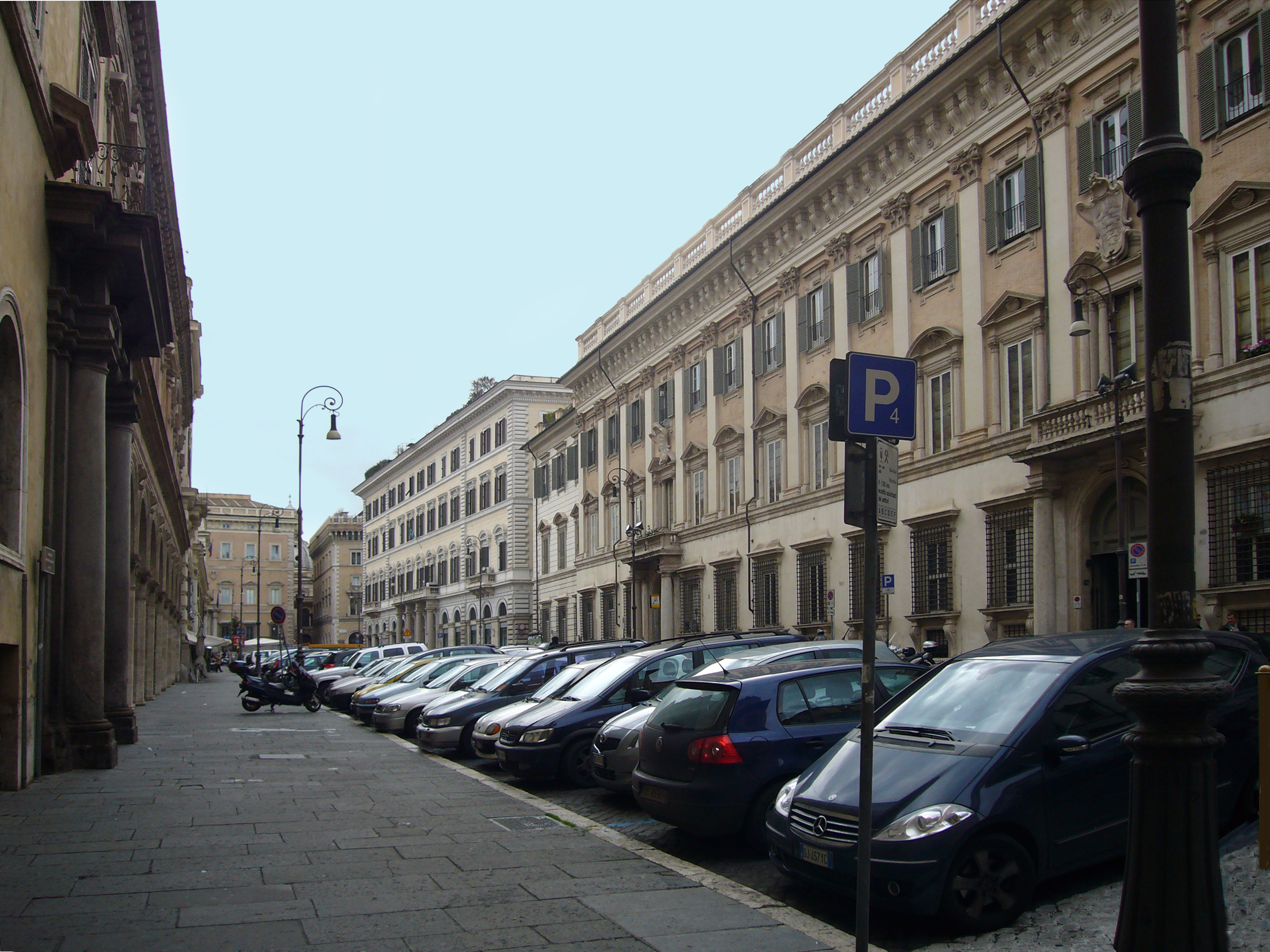
Palast im 21. Jahrhundert

Palazzo Chigi-Odescalchi ist ein Palast in Rom an der Piazza Sancti Apostoli 80.

## Geschichte
Der Palast wurde nach einem Entwurf des Architekten Carlo Maderno für das Colonna-Adelsgeschlecht errichtet und 1665 von Giovanni Lorenzo Bernini in Zusammenarbeit mit Carlo Fontana umgebaut. 1661 wurde er von Papst Alexander VII. aus dem Chigi-Geschlecht erworben.
Seit 1745 gehört der Palast der Familie Odescalchi und ist bis heute deren Eigentum.
Im Zeitraum 1699 bis 1701 wohnte im Palast Marie Casimire Louise de la Grange d’Arquien, Witwe des Königs von Polen Johann III. Sobieski mit drei Söhnen und zahlreichem Gefolge. Damals wurde der Palast zum Treffpunkt der römischen Künstler, auch der Papst Clemens XI. besuchte die Königin im Palast.
Im Jahre 1841 heiratete Fürst Livio III. Odescalchi, fünfter Reichsfürst, Herzog von Sirmium und Bracciano, die Gräfin Zofia Katarzyna Branicka († 1886), und wieder wurde der Palast zum Treffpunkt der in Rom sesshaften Polen. Der Teil des Palasts an der via del Corso fiel 1887 einem Brand zum Opfer, wurde jedoch bald wiederaufgebaut.